# Üben & Musizieren
Üben & Musizieren – Zeitschrift für Instrumentalpädagogik und musikalisches Lernen (Eigenschreibweise üben & musizieren) ist eine Zeitschrift, die sechsmal im Jahr im Verlag Schott Music in Mainz erscheint. Die erste Ausgabe erschien 1983 unter Mitwirkung von Reinhart von Gutzeit, Richard Jakoby, Karl-Heinz Kämmerling, Ulrich Mahlert, Aurèle Nicolet, Igor Ozim und Christoph Richter. Üben & Musizieren ist die einzige deutschsprachige Fachzeitschrift speziell für Instrumentalpädagogen.

## Redakteure und Herausgeber
- Betreuende Redakteure im Verlag Schott Music:

- 1983–1989: Ingrid Hermann
- 1990–1992: Rolf W. Stoll
- 1993–2004: Andrea Raab
- seit 2004: Rüdiger Behschnitt

- Mitherausgeber: Ulrich Mahlert (seit 1983), Reinhart von Gutzeit (1983 bis 2019), Barbara Busch (seit 2019) und Sebastian Herbst (seit 2023)
- Ständige Mitarbeiter: Ulrich Rademacher, Wolfgang Rüdiger, Kristin Thielemann, Kerstin Weuthen

## Inhalt
Üben & Musizieren befasst sich mit Aspekten des Instrumental- und Gesangsunterrichts, der Elementaren Musikpädagogik und der Musikalischen Früherziehung. Im Mittelpunkt stehen instrumental- und gesangsdidaktische Fragen. Jede Ausgabe widmet sich einem aktuellen Thema der Instrumental- oder Gesangspädagogik. Darüber hinaus enthält die Zeitschrift unter anderem die Rubriken „Praxis“, „Quelle“, „Bericht“ und „Forschung“ sowie einen umfangreichen Rezensionenteil. Von 2013 bis 2019 enthielt die Zeitschrift das Supplement „musikschule )) DIREKT“ mit Informationen und Hinweisen für Musiker und Musiklehrer zu den Bereichen Recht, Versicherung, Gesundheit, Berufskunde und Marketing, deren Inhalte auch online verfügbar sind. Seit dem Jahrgang 2020 sind diese Themen ins Hauptheft integriert. In Kooperation mit „Jugend musiziert“ wurde von 1999 bis 2017 für Abonnenten eine einmal jährlich erscheinende Bonus-CD produziert, die Aufnahmen der jeweiligen Preisträger des Bundeswettbewerbs „Jugend musiziert“ sowie eine Datenbank mit den Literaturlisten „Jugend musiziert“ enthält.
Darüber hinaus erscheinen Sonderausgaben „üben & musizieren spezial“ sowie „üben & musizieren Praxis“ zu instrumentalpädagogischen Schwerpunktthemen und die Buchreihe „üben & musizieren – texte zur instrumentalpädagogik“. Das Archiv der Ausgaben ab 1993 ist online verfügbar. Ab dem Jahrgang 2009 stehen die Ausgaben als PDF oder Print zur Verfügung.
Die Erstausgabe des Magazins aus dem Herbst 1983 wurde im Januar 2023 digital zur Verfügung gestellt – anlässlich einer Podcastfolge von „Voll motiviert“, in der der Mitbegründer des Magazins, Ulrich Mahlert, zu Gast war. In dem Gespräch mit Kristin Thielemann ging es unter anderem um die Gründung von üben & musizieren.